# 台北堇菜
台北堇菜（学名：Viola nagasawae），为堇菜科堇菜属下的一个植物种。